# Donald Sutherland

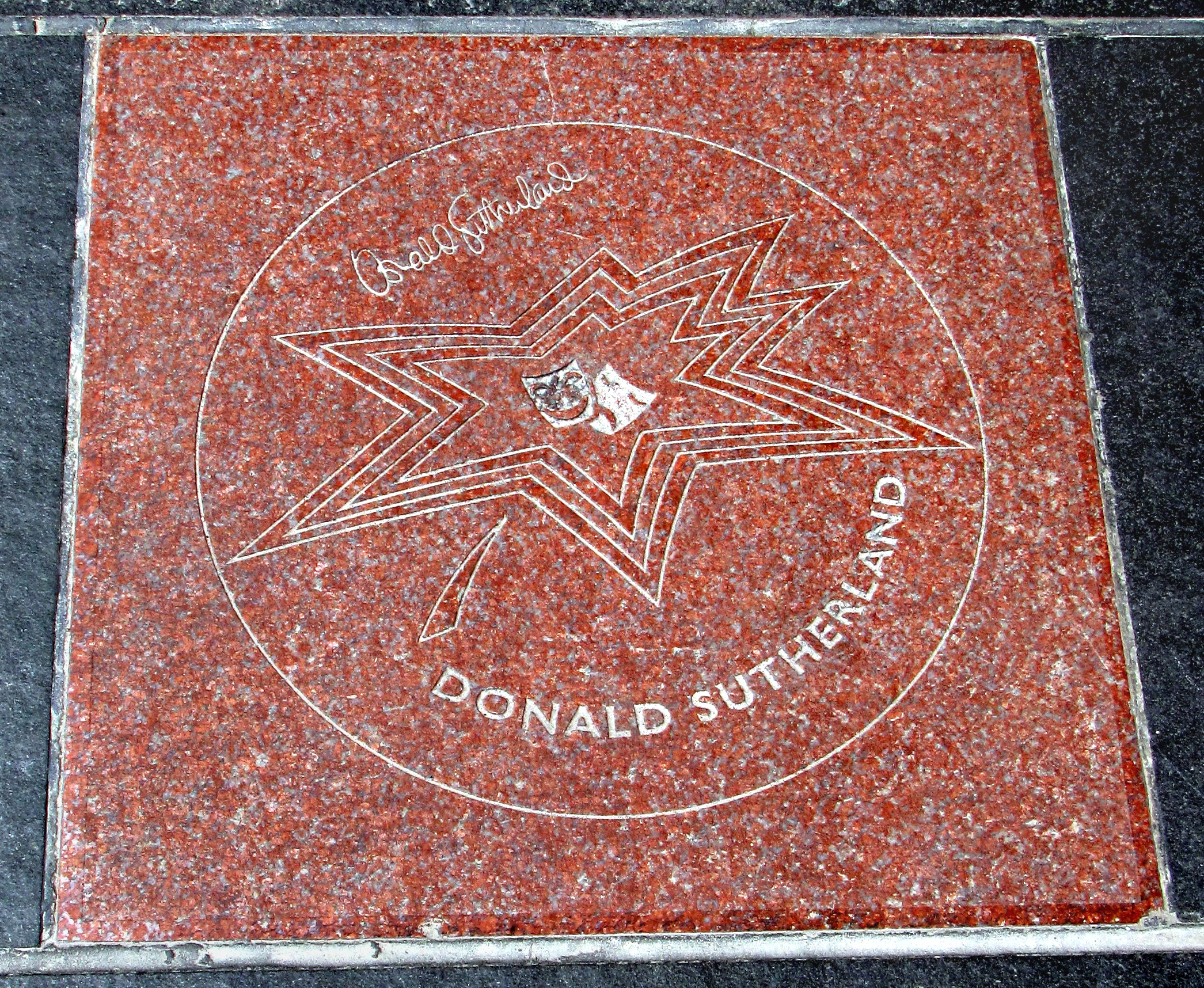
Ster op de Canadese Walk of Fame

Donald McNichol Sutherland (Saint John (New Brunswick), 17 juli 1935 – Miami (Florida), 20 juni 2024) was een Canadees acteur. Hij won voor zijn bijrol in de televisiefilm Citizen X (1995) zowel een Golden Globe als een Emmy Award en vulde zijn prijzenkast in 1998 aan met een Satellite Award voor Without Limits. Voor zijn bijrol in Path to War won hij in 2003 een tweede Golden Globe. Hij gold als "een van de beste acteurs die nooit een Oscar (of zelfs maar een nominatie) kregen", maar wel ontving hij in 2017 de Academy Honorary Award ("ere-Oscar") voor zijn totale filmcarrière.

## Loopbaan
Sutherland studeerde in Toronto. Op zijn veertiende kreeg hij zijn eerste baantje, door te werken als parttime radioverslaggever voor CKBW Radio in Bridgewater. In Toronto werd hij van de universiteit geschorst nadat hij een wasbak uit het raam had gegooid. Sutherland vertrok hierna naar Londen en volgde daar een opleiding aan de London Academy of Music and Dramatic Art. Vanaf de jaren zestig verwierf hij enige bekendheid als acteur in horrorfilms en thrillers.

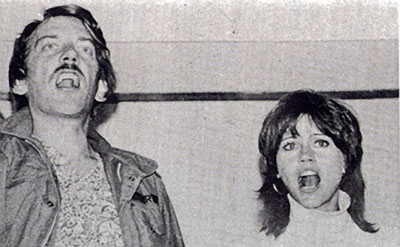
Met Jane Fonda, F.T.A., 1971

Sutherlands doorbraak kwam met The Dirty Dozen, Robert Altmans film M*A*S*H en zijn rol als hippie-tankcommandant in Kelly's Heroes. Met Jane Fonda co-produceerde hij F.T.A. (Fuck The Army), een film die zich vrij expliciet uitsprak tegen de Vietnamoorlog. In 1985 was Sutherland te zien in de videoclip Cloudbusting van Kate Bush.
in zijn enorme filmografie met talloze hoofd- en bijrollen toonde Sutherland zich een bijzonder veelzijdig acteur die vrijwel alle karakters en types kon spelen.

## Privéleven
Sutherland was van 1959 tot 1966 getrouwd met de onderwijzeres Lois May Hardwick. Zijn tweede huwelijk was van 1966 tot 1970 met de actrice Shirley Douglas (1934–2020). Met haar kreeg hij in 1966 een tweeling, onder wie Kiefer Sutherland, die zijn vaders voetsporen volgde als acteur en ook een Golden Globe en Emmy Award won. Hij trouwde in 1972 voor de derde keer, met de Franse actrice Francine Racette (1947). Ze waren 52 jaar lang een echtpaar, tot zijn dood in 2024. Van hun drie zoons werden Rossif Sutherland (1978) en Angus Sutherland (1982) ook acteur.
Sutherland overleed op 88-jarige leeftijd.

## Erkenning
- 1978: Orde van Canada
- 1995: Emmy Award
- 2000: Ster op Canada's Walk of Fame
- 2002: Golden Globe
- 2010: Ster op de Hollywood Walk of Fame
- 2012: Commandeur in de Franse Orde van Kunsten en Letteren
- 2017: Academy Honorary Award voor "lifetime achievement"

## Filmografie

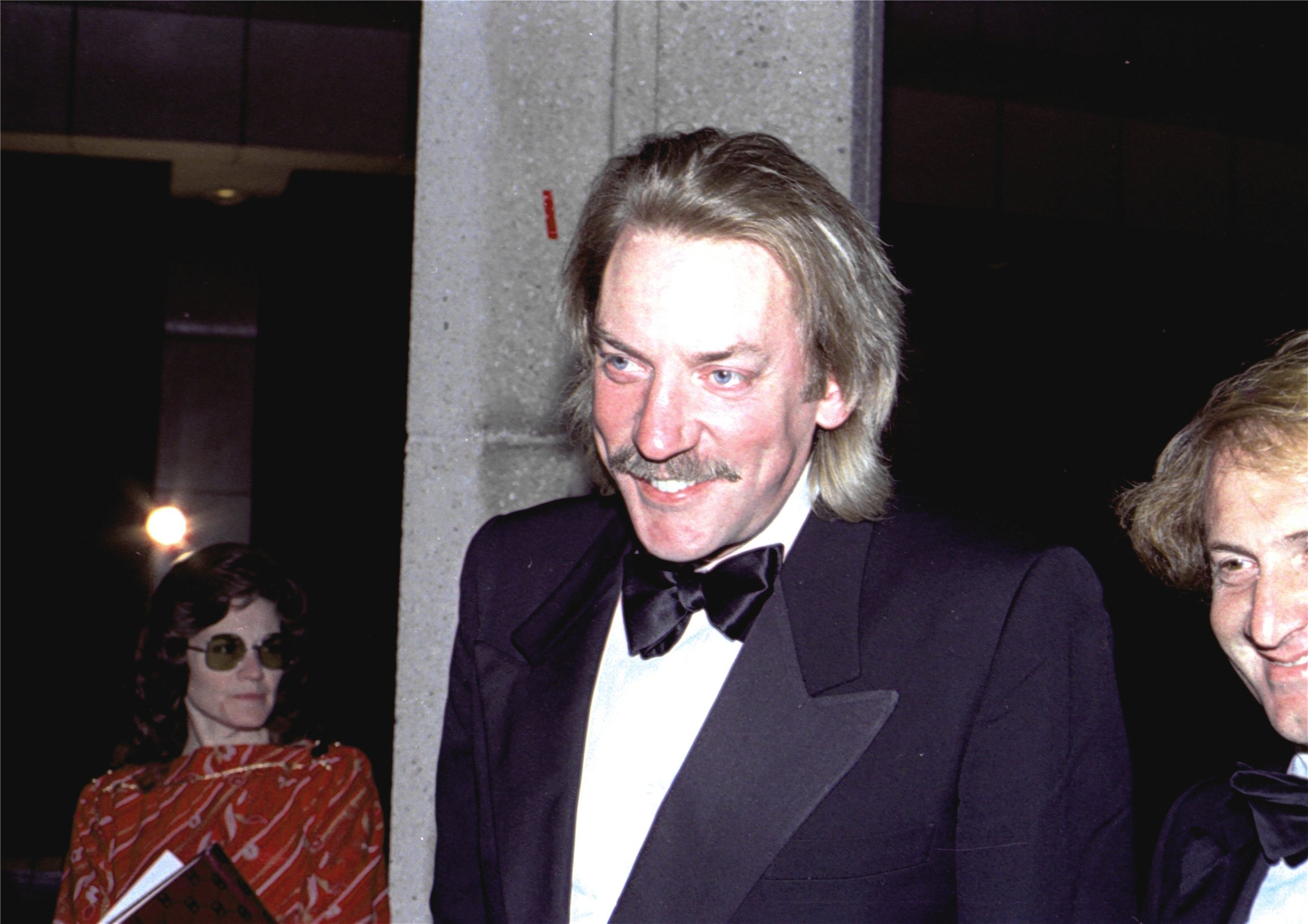
Sutherland in 1981

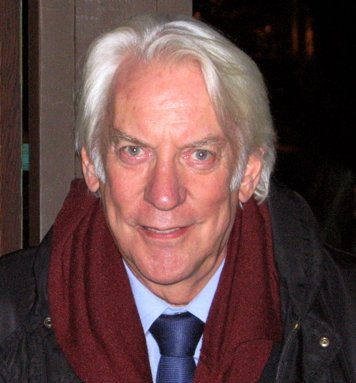
Sutherland in 2005

- Studio Four (televisieserie) – Switchboard Operator (aflevering Flight into Danger, 1962)
- The World Ten Times Over (1963) – Ongenoemd personage (in nachtclub)
- Suspense (televisieserie) – Dr. Hal Seaton (aflevering The Troubled Heart, 1963)
- Terry-Thomas (televisiefilm, 1963)
- The Odd Man (televisieserie) – Mitch Scott (aflevering A Pattern of Little Silver Devils, 1963)
- The Sentimental Agent (televisieserie) – Hotelreceptionist  (aflevering A Very Desirable Plot, 1963)
- Il castello dei morti vivi (1964) – Sgt. Paul/heks/oude man
- Hamlet (televisiefilm, 1964) – Fortinbras, Prins van Noorwegen
- Gideon's Way (televisieserie) – Philip Guest (aflevering The Millionaire's Daughter, 1965)
- The Saint (televisieserie) – James McCleary (aflevering The Happy Suicide, 1965)
- The American Civil War (televisiefilm, 1965)
- The Bedford Incident (1965) – Hospick Nerney - Sick Bay
- Dr. Terror's House of Horrors (1965) – Bob Carroll
- Fanatic (1965) – Joseph
- ITV Play of the Week (televisieserie) – Stagiair (aflevering The Death of Bessie Smith, 1965)
- Promise Her Anything (1965) – Handtekening zoekende vader (niet op aftiteling)
- Court Martial (televisieserie) – Korporaal Brown (aflevering All Is a Dream to Me, 1966)
- A Farewell to Arms (miniserie, 1966) – Sim
- Play of the Month (televisieserie) – Charles Givens (aflevering Lee Oswald: Assassin, 1966)
- The Saint (televisieserie) – John Wood (aflevering Escape Route, 1966)
- The Avengers (televisieserie) – Jessel (aflevering The Superlative Seven, 1967)
- The Dirty Dozen (1967) – Vernon Pinkley
- Man in a Suitcase (televisieserie) – Willard (aflevering Day of Execution, 1967)
- Billion Dollar Brain (1967) – Wetenschapper op computer
- Oedipus the King (1967) – Koorleider
- Sebastian (1968) – Ackerman
- Man in a Suitcase (televisieserie) – Earle (aflevering Which Way Did He Go, McGill?, 1968)
- Interlude (1968) – Lawrence
- The Split (1968) – Dave Negli
- Joanna (1968) – Heer Peter Sanderson
- The Sunshine Patriot (televisiefilm, 1968) – Benedeck
- The Champions (televisieserie) – David Crayley (aflevering Shadow of the Panther, 1969)
- The Name of the Game (televisieserie) – Jerry Trevor (aflevering The Suntan Mob, 1969)
- M*A*S*H (1970) – Capt. Benjamin Franklin 'Hawkeye' Pierce
- Start the Revolution Without Me (1970) – Charles/Pierre
- Kelly's Heroes (1970) – Sgt. Oddball (tankcommandeur)
- Act of the Heart (1970) – Pater Michael Ferrier
- Alex in Wonderland (1970) – Alex Morrison
- Little Murders (1971) – Dominee Dupas
- Klute (1971) – John Klute
- Johnny Got His Gun (1971) – Christus
- Steelyard Blues (1973) – Jesse Veldini
- Lady Ice (1973) – Andy Hammon
- Don't Look Now (1973) – John Baxter
- Alien Thunder (1974) – Sgt. Dan Candy
- S*P*Y*S (1974) – Bruland
- The Day of the Locust (1975) – Homer Simpson
- Der Richter und sein Henker (1975) – Lijk Lt. Robert Schmied
- Novecento (1976) – Attila
- Il Casanova di Federico Fellini (1976) – Giacomo Casanova
- The Eagle Has Landed (1976) – Liam Devlin
- Bethune (televisiefilm, 1977) – Dr. Norman Bethune
- The Kentucky Fried Movie (1977) – Klunzige ober (segment 'That's Armageddon')
- The Disappearance (1977) – Jay Mallory
- Les liens de sang (1977) – Carella
- Animal House (1978) – Prof. Dave Jennings
- Invasion of the Body Snatchers (1978) – Matthew Bennell
- Murder by Decree (1979) – Robert Lees
- The First Great Train Robbery (1979) – Robert Agar
- A Man, a Woman and a Bank (1979) – Reese Halperin
- Bear Island (1979) – Frank Lansing
- North China Communce (1980) – verteller (stem)
- Nothing Personal (1980) – Roger Keller
- Ordinary People (1980) – Calvin Jarrett
- Eye of the Needle (1981) – Heinrich 'Henry' Faber
- Gas (1981) – Nick the Noz
- Threshold (1981) – Dr. Vrain
- A War Story (1981) – verteller van het dagboek (stem)
- Max Dugan Returns (1983) – Brian Costello
- The Winter of Our Discontent (televisiefilm, 1983) – Ethan Hawley
- Ordeal by Innocence (1984) – Dr. Arthur Calgary
- Crackers (1984) – Weslake
- Cloudbusting door Kate Bush (videoclip, 1985) – Wilhelm Reich
- Heaven Help Us (1985) – Broeder Thadeus
- Revolution (1985) – Sgt. Maj. Peasy
- Oviri (1986) – Paul Gauguin
- The Rosary Murders (1987) – Pater Robert Koesler
- The Trouble with Spies (1987) – Appleton Porter
- Apprentice to Murder (1988) – John Reese
- Lost Angels (1989) – Dr. Charles Loftis
- Lock Up (1989) – Gevangenisdirecteur Drumgoole
- A Dry White Season (1989) – Ben du Toit
- Bethune: The Making of a Hero (1990) – Dr. Norman Bethune
- Long Road Home (televisiefilm, 1991) (onvermeld)
- Eminent Domain (1991) – Josef Borski
- Buster's Bedroom (1991) – O'Connor
- Backdraft (1991) – Ronald Bartel
- Cerro Torre: Schrei aus Stein (1991) – Ivan
- JFK (1991) – X
- The Poky Little Puppy's First Christmas (1992) – verteller
- Quicksand: No Escape (televisiefilm, 1992) – Murdoch
- Buffy the Vampire Slayer (1992) – Merrick Jamison-Smythe
- Rakuyô (1992) – John Williams
- The Railway Station Man (1992) – Roger Hawthorne
- Shadow of the Wolf (1992) – Henderson
- Benefit of the Doubt (1993) – Frank
- Red Hot (1993) – Kirov
- Six Degrees of Separation (1993) – John Flanders ('Flan') Kittredge
- Younger and Younger (1993) – Jonathan Younger
- The Lifeforce Experiment (televisiefilm, 1994) – Dr. 'M.A.C.' MacLean
- Punch (1994) – Craman
- Oldest Living Confederate Widow Tells All (televisiefilm, 1994) – Kapitein William Marsden
- The Puppet Masters (1994) – Andrew Nivens
- Disclosure (1994) – Bob Garvin
- Citizen X (televisiefilm, 1995) – Kol. Mikhail Fetisov
- Outbreak (1995) – Maj. Gen. Donald McClintock
- The Simpsons (televisieserie) – Hollis Hurlbut (aflevering Lisa the Iconoclast, 1996, stem)
- A Time to Kill (1996) – Lucien Wilbanks
- Hollow Point (1996) – Garrett Lawton
- Natural Enemy (televisiefilm, 1997) – Ted Robards
- Shadow Conspiracy (1997) – Jacob Conrad
- The Assignment (1997) – Jack Shaw/Henry Fields
- Fallen (1998) – Lt. Stanton
- Without Limits (1998) – Bill Bowerman
- Free Money (1998) – Rechter Rolf Rausenberger
- Virus (1999) – Kapitein Robert Everton
- Behind the Mask (televisiefilm, 1999) – Dr. Bob Shushan
- Instinct (1999) – Ben Hillard
- The Hunley (televisiefilm, 1999)  Gen. Pierre G.T. Beauregard
- Threads of Hope (2000) – verteller (stem)
- Panic (2000) – Michael
- Space Cowboys (2000) – Jerry O'Neill
- The Art of War (2000) – Douglas Thomas
- The Big Heist (televisiefilm, 2001) – Jimmy Burke
- Final Fantasy: The Spirits Within (2001) – Dr. Cid (stem)
- Uprising (televisiefilm, 2001) – Adam Czerniakow
- Da wan (2001) – Tyler
- Path to War (televisiefilm, 2002) – Clark Clifford
- Queen Victoria's Empire (televisieserie, 2001) – verteller (stem)
- Piazza delle cinque lune (2003) – Rosario Sarracino
- The Italian Job (2003) – John Bridger
- Baltic Storm (2003) – Lou Aldryn
- Cold Mountain (2003) – Eerwaarde Monroe
- Salem's Lot (televisiefilm, 2004) – Richard Straker
- Frankenstein (miniserie, 2004) – Kapitein Walton
- Aurora Borealis (2005) – Ronald Shorter
- Fierce People (2005) – Ogden C. Osborne
- Pride and Prejudice (2005) – Mr. Bennet
- American Gun (2005) – Carl Wilk
- Lord of War (2005) – Kolonel Oliver Southern (stem)
- Human Trafficking (televisiefilm, 2005) – Douane-agent Bill Meehan
- An American Haunting (2005) – John Bell
- Land of the Blind (2006) – Thorne
- Ask the Dust (2006) – Hellfrick
- Commander in Chief (televisieserie) – Nathan Templeton (18 afleveringen, 2005–2006)
- Beerfest (2006) – Johann von Wolfhaus (onvermeld)
- Dirty Sexy Money (televisieserie) – Tripp Darling (2007–2009)
- Sleepwalkers (2007) – Zakenman aangereden door taxi
- Reign Over Me (2007) – Rechter Raines
- Puffball (2007) – Lars
- Fool's Gold (2008) – Nigel
- The Pillars of the Earth (televisieserie, 2010) – Earl Bartholomew
- Moby Dick (televisieserie, 2011)[2]
- The Mechanic (2011) – Harry McKenna
- Horrible Bosses (2011) – Seth Gordon
- The Eagle (2011) – Oom Aquila
- The Hunger Games (2012) – President Coriolanus Snow
- Treasure Island (televisieserie, 2012) – Captain Flint
- Crossing Lines (televisieserie, 2013) – Michel Dorn
- The Hunger Games: Catching Fire (2013) – President Coriolanus Snow
- The Hunger Games: Mockingjay - Part 1 (2014) – President Coriolanus Snow
- The Hunger Games: Mockingjay - Part 2 (2015) – President Coriolanus Snow
- Milton's Secret (2016) – Opa Howard
- The Leisure Seeker (2017) – John Spencer
- Trust (televisieserie, 2018) – oude Getty
- Measure of a Man (2018) – Dr. Kahn
- Backdraft 2 (2019) – Ronald Bartel
- Ad Astra (2019) – Kolonel Pruitt
- The Undoing (televisieserie, 2020) – Franklin Reinhardt
- Alone (2020) – Edward
- Moonfall (2022) – Holdenfield
- Swimming with Sharks (televisieserie, 2022) – Redmond
- Mr. Harrigan's Phone (2022) – Mr. Harrigan